# Gemalto
Gemalto è stata un'azienda di sicurezza informatica che forniva programmi software, strumenti per la sicurezza personale come smart card e token.
È stato il più grande produttore di schede SIM.
La società è stata fondata nel 2006 quando le due aziende Axalto e Gemplus International, si sono fuse. I ricavi di Gemalto del 2015 erano di 3,122 miliardi di euro. Era quotata all'Euronext Amsterdam e all'Euronext Paris sotto il simbolo di Euronext: GTO.
Gemalto N.V. era una società pubblica con sede ad Amsterdam nei Paesi Bassi ed aveva filiali in diversi paesi. Globalmente aveva 15.000 impiegati, 118 uffici; 17 siti di produzione, 45 centri di personalizzazione, e 27 centri di Ricerca e Sviluppo in 49 nazioni.
Gemalto è stata acquistata da Thales nel dicembre 2017, l'operazione si concluse nel 2018.

## Telecomunicazioni
- Near field communications (NFC) and mobile payment
- Combinazione SIM/DVD
- Firme portatili

## Transazioni sicure
- EMV in Turchia
- Emissione istantanea
- CardLikeMe
- e-Banking e sicurezza e-Commerce
- Barclays
- FINO PayTech Limited

## Sicurezza nel settore pubblico
- Passaporto elettronico
- Patente elettronica
- Carte d'identità elettronica
- Tessera sanitaria elettronica
- ID e-Government
- Trasporti

## Sicurezza e impresa
- Pfizer
- Virchow Krause
- Microsoft partnership
- Citrix Systems partnership
- Verisign

## Violazioni della sicurezza
- Accuse di perdita della chiave di crittografia della scheda SIM 3G/4G
- Vulnerabilità delle Smart card